# Woiwodschaft Culm

Die Woiwodschaft Culm (rot) im Königreich Polen-Litauen

Die Woiwodschaft Culm (polnisch Województwo chełmińskie) war eine Verwaltungseinheit in der großpolnischen Provinz als Teil des Königreiches Polen beziehungsweise Polen-Litauens. Sie bestand von 1454 bis 1793 aus dem Kulmer Land und dem Michelauer Land. Sitz des Woiwoden war die Stadt Chełmno. Die Stadt Toruń war Teil der Woiwodschaft, jedoch vom Woiwoden und Sejmik unabhängig.
Die Sejm-Abgeordneten trafen sich regelmäßig in Kowalewo Pomorskie und Radzyń Chełmiński zu einem Generalsejmik. Im späten 16. Jahrhundert hatte sie eine Fläche von 4.654 km². Die Woiwodschaft gehörte zur Provinz Großpolen. Ihr Gebiet macht heute einen Teil des Territoriums der Woiwodschaft Kujawien-Pommern aus. Die Woiwodschaft entsandte drei Senatoren in den polnisch-litauischen Senat: den Bischof von Kulm, den Woiwoden von Kulm und den Kastellanen von Kulm. Der Sejmik entsandte 14 Abgeordnete ins polnisch-litauische Abgeordnetenhaus und zwei Tribunalrichter. Die Woiwodschaft wurde in sieben Kreise getrennt. Im Zuge der zweiten polnischen Teilung 1793 ging das Gebiet mit um 94.700 Einwohnern zum größten Teil zur Provinz Westpreußen.